# Duraj
Duraj [pronunciación en polaco: /ˈdurai̯/] es una aldea ubicada en el distrito administrativo de Gmina Parzęczew, dentro del condado de Zgierz, Voivodato de Łódź, en el centro de Polonia. Se encuentra a unos 7 kilómetros al sureste de Parzęczew, a 12 kilómetros al noroeste de Zgierz, y a 19 kilómetros al noroeste de la capital regional Łódź.
El pueblo tiene una población de 30 habitantes.